# 大康 (遼)
大康（ダイこう）は、遼の道宗耶律洪基の治世に使用された元号。1075年 - 1084年。
『遼史』には太康（たいこう）と記されているが、「太」は「大」との混同であり、「大康通寳」も大康が正しい元号であることを証明している。

## 西暦との対照表
| 太康 | 元年   | 2年    | 3年    | 4年    | 5年    | 6年    | 7年    | 8年    | 9年    | 10年   |
| 西暦 | 1075年 | 1076年 | 1077年 | 1078年 | 1079年 | 1080年 | 1081年 | 1082年 | 1083年 | 1084年 |
| 干支 | 乙卯   | 丙辰   | 丁巳   | 戊午   | 己未   | 庚申   | 辛酉   | 壬戌   | 癸亥   | 甲子   |